# Карл-Лотар Шульц
Карл-Лотар Шульц (нім. Karl-Lothar Schulz; нар. 30 квітня 1907, Кенігсберг — пом. 26 вересня 1972, Вісбаден) — німецький воєначальник, генерал-майор повітряно-десантних військ Німеччини в роки Другої світової війни 1939–1945. Один з 160 кавалерів Лицарського хреста Залізного хреста з дубовим листям та мечами (1944).

## Біографія
У червні 1924 року вступив добровольцем на військову службу, в артилерійський полк.
З 1925 року служив у поліції. У жовтні 1935 року перейшов на військову службу, в повітряно-десантні війська. До початку Другої світової війни — командир парашутної роти.
З січня 1940 року — командир парашутного батальйону. У травні 1940 року брав участь в повітряному десанті в Нідерландах. 
У травні 1941 року брав участь в повітряному десанті на острів Крит.
З вересня 1941 року — на Ленінградському фронті. З червня 1942 року — командир 1-го парашутного полку.
З липня 1943 року — бої на острові Сицилія, потім в Італії, в районі Монте-Кассіно. 
З листопада 1944 року — командир 1-ї парашутної дивізії. 
2 травня 1945 року взятий в британський полон. Відпущений 17 жовтня 1947 року.

## Нагороди
- Медаль «За вислугу років у Вермахті» 4-го і 3-го класу (12 років)
- Знак парашутиста Німеччини
- Залізний хрест 2-го і 1-го класу (12 травня 1940) — отримав 2 нагороди одночасно.
- Лицарський хрест Залізного хреста за дубовим листям і мечами
  - Лицарський хрест (24 травня 1940)
  - Дубове листя (№459; 20 квітня 1944)
  - Мечі (№112; 18 листопада 1944)
- Нагрудний знак «За поранення» в чорному
- Нарукавна стрічка «Крит»
- Німецький хрест в золоті (9 березня 1942)

Військова кар'єра
- 1 червня 1924 — волонтер

- ? 1925 — анвертер поліції
- 1 квітня 1927 — вахмістр поліції
- 1 серпня 1930 — обер-вахмістр поліції
- 20 квітня 1934 — лейтенант поліції
- 1935 — обер-лейтенант поліції

- 1 жовтня 1935 — обер-лейтенант
- 1 березня 1937 — гауптман
- 19 липня 1940 — майор
- вересень 1942 — оберст-лейтенант
- 1 березня 1944 — оберст
- 1 січня 1945 — генерал-майор